# كهف الهوتة

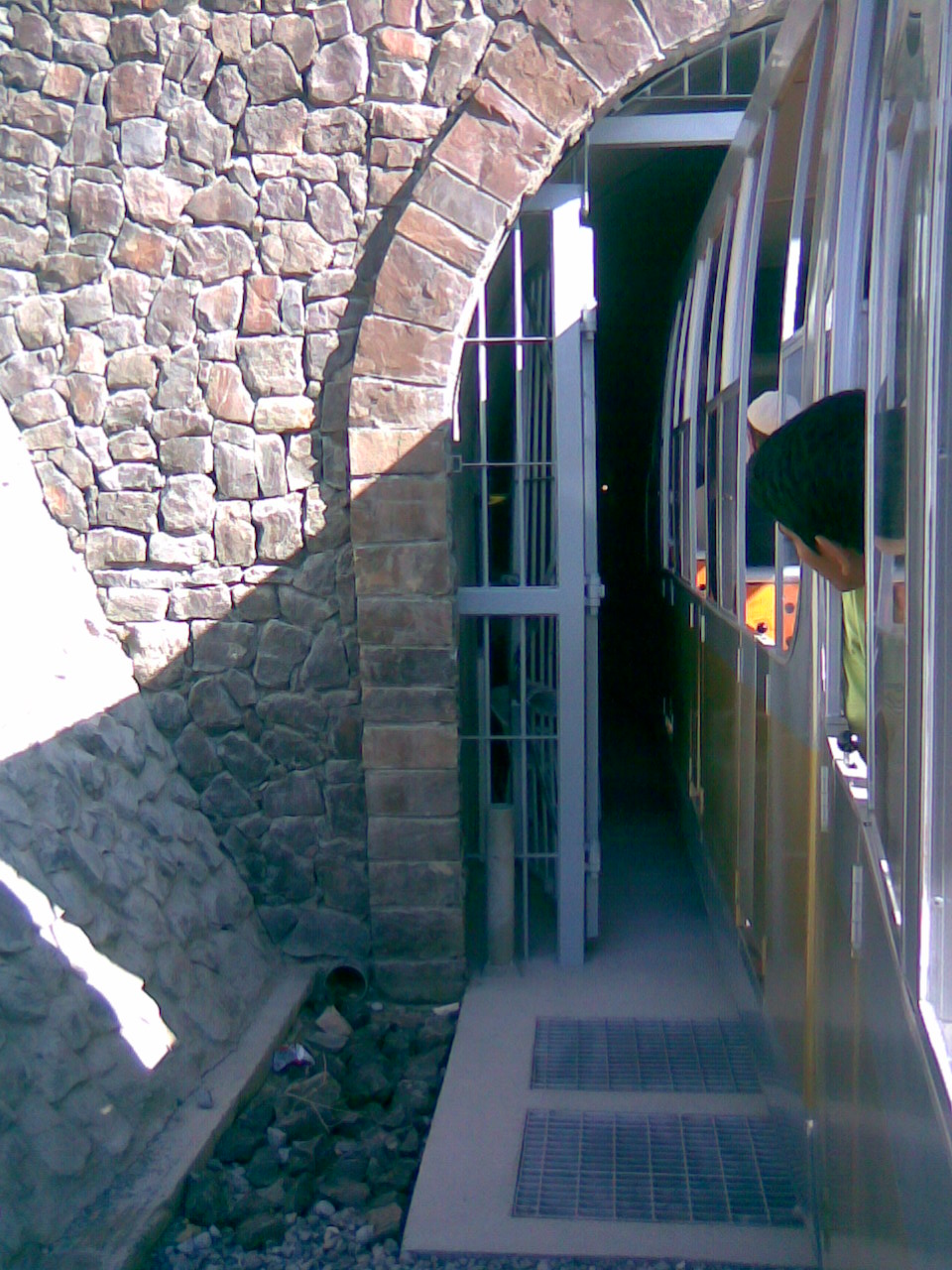
صورة لمدخل كهف الهوتة وهو مدخل اصطناعي يأخذ الزوار لبداية الكهف الطبيعي

كهف الهوتة، كهف طبيعي عملاق عظيم الاتساع يقع في ولاية الحمراء بمحافظة الداخلية بسلطنة عمان. اكتشفه السكان المحليون منذ مئات السنين ونسجوا حوله الأساطير لغرابة الأشكال الطبيعية فيه من الصواعد والهوابط المتشكلة من تكلس الأملاح الذائبة في مياه الأمطار التي شكلتها على مدار ملايين السنين والتي تتعدد ألوانها وأشكالها، وعمقه الكبير وتم افتتاحه كمزار سياحي في شهر ديسمبر من عام 2006. يمتد الكهف لمسافة 5 كيلومترات تحت الأرض، أما المسافة التي يمكن الدخول إليها هي 860 متراً تبدأ بعدها البحيرة التي تمتد لمسافة 4 كيلومترات، وتتطلب لاجتيازها تجهيزات خاصة، بالإضافة إلى صعوبتها على معظم الزوار حيث تصل درجة الرطوبة في بعض مناطق من هذا الجزء إلى 90%.
ويعتبر ثاني أكبر كهف في سلطنة عمان بعد كهف مجلس الجن في ولاية قريات وسمي الكهف بالهوتة نسبة إلى قبيلة الهوتي الموجودة بالقرب منه. يبعد عن مركز الولاية بحوالي 10 كيلو مترات.
تبدأ الرحلة داخل الكهف بقطار يأخذ الزوار من الاستقبال في رحلة تقرب من الخمس دقائق بين مناظر الجبال والوديان إلى فم الكهف ثم بعد ذلك تتابع الرحلة مشياً على الأقدام في رحلة دائرية وحتى الخروج من نفس المدخل مرة أخرى. مدة الرحلة 40 دقيقة.
تختلف درجات الحرارة داخل الكهف من البرودة والرطوبة حسب الصعود والارتفاع واتساع المكان وضيقه.

## بحيرة كهف الهوتة
تقع في نهاية الجزء الذي يمكن زيارته على الأقدام بحيرة تمتد لمسافة 5 كيلومترات وعمقها المعروف هو 20 متراً إلا أن هناك أجزاء تصل بها العمق لأكثر من ذلك. بها نوع نادر من الأسماك العمياء الصغيرة ذات اللون الوردي الشفاف لدرجة يمكن معها رؤية الهيكل العظمي لتلك الأسماك الصغيرة. وتجرى دراسات لاكتشاف مدى إمكانية تطوير الكهف في الجزء الذي تشغله البحيرة الطبيعية.
يستخدم نظام لضخ المياه لموازنة مستوى سطح الماء داخل الكهف والذي بدونه يمكن أن يغطي جزء كبير من الكهف في موسم الوديان والسيول.
ويقع كهف الهوته قريبا من قرية بني صبح السياحية بولاية الحمراء حيث تعتبر هذه القرية من الأماكن السياحية الجميلة ويوجد بها وادي شعمى ووادي العبري وغيرها من الأودية جميلة المنظر كما أنه يوجد بها حارات قديمة مبنية بالطوب وكذلك يوجد بها مسجد وقبر الشيخ أبي الحواري ويوجد بها عدة مساجد تراثية وتعتبر من القرى القديمة الموغلة بالتاريخ.

## التنظيم السياحي لكهف الهوتة
يتم أولا إدخال الزائرين إلى قاعة فاخرة للانتظار حيث يتم عرض فيلم وثائقي عن تاريخ الكهف باللغة العربية من إنتاج تلفزيون سلطنة عمان. ثم يتم إدخال الزوار على دفعات حسب خروج ودخول الأفواج وحسب سعة القطار. ويتولى المرشدون السياحيون الشرح للأفواج الزائرة باللغتين العربية والإنجليزية، حيث يتم شرح عمر الكهف وشرح الأشكال الطبيعية الموجودة بداخل الكهف.
لا يسمح بالتصوير داخل الكهف حفاظاً على الأشكال الصخرية الطبيعية التي تكونت على مدار آلاف السنين، وللحفاظ على الحياة الطبيعية داخل الكهف.

## مناطق مشابهة حول العالم

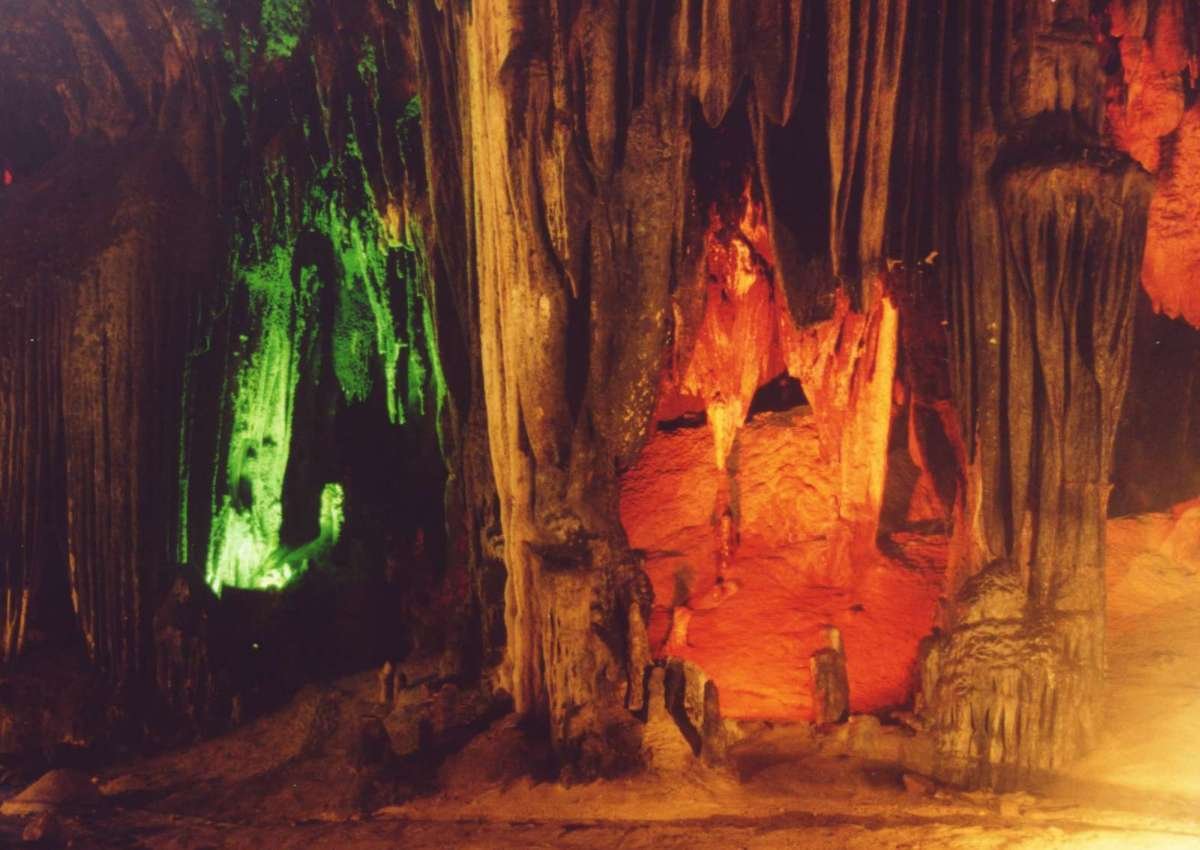
صورة لكهف كاو بن بمقاطقة راتشابوري في تايلاند، وتظهر فيه الصواعد والهوابط المتشكلة من تكلس الأملاح الذائبة في مياهه

- في منطقة حديثة (غرب العراق) على الطريق العام بين بلدة الحقلانية ومركز مدينة حديثة وعلى الجانب الغربي لنهر الفرات على السفح الجبلي يوجد كهف صغير تتوسطه بحيرة صغيرة تحوي على أسماك صغيرة بيضاء اللون وشفافة وعمياء.
- كهف كاو بن (Khao Binn cave) بمقاطقة راتشابوري في تايلاند، وتظهر فيه الصواعد والهوابط المتشكلة من تكلس الأملاح الذائبة في مياهه.
- مغارة الضوايات في طرطوس، سوريا.
- مغارة جعيتا في لبنان.
- مغارة عريقة جنوب سوريا.
- مغارة الزحلان شمال لبنان.

## اقرأ أيضا
- سورة الكهف
- عين ذي القرنين الحمئة
- كهف الماموث
- صواعد الكهوف
- متدليات الكهوف

## وصلات خارجية
- كهف الهوتة من موقع جريدة الوطن العمانية